# Vilibald Šťovík
Vilibald Šťovík, češki hokejist, * 9. oktober 1917, Praga, Avstro-Ogrska, † 8. november 1948, Rokavski preliv.
Šťovík je za češkoslovaško hokejsko reprezentanco igral na enih olimpijskih igrah, kjer je bil dobitnik srebrne medalje, ter enem svetovnem prvenstvu, kjer je bil dobitnik ene zlate medalje. 
Umrl je v letalski nesreči, ko je letalo s češkoslovaško reprezentanco strmoglavilo v Rokavski preliv med letom iz Pariza v London. Leta 2010 je bil sprejet v Češki hokejski hram slavnih.